# Elisabetta Cocciaretto
Elisabetta Cocciaretto (Ancona, 25 gennaio 2001) è una tennista italiana.
In singolare ha vinto un titolo del circuito maggiore a Losanna 2023 e il suo miglior ranking è stato il 29º posto raggiunto nell'agosto del 2023. Ha disputato un'altra finale nel circuito maggiore e ha vinto alcuni tornei del circuito WTA 125.

## Biografia
Originaria di Porto San Giorgio, ha iniziato a giocare a tennis all'età di 6 anni. Tra le juniores ha disputato la semifinale all'Australian Open 2018, persa contro la vincitrice del torneo Liang En-shuo, e ha raggiunto il 12º posto nel ranking mondiale di categoria.
È allenata dal connazionale Fausto Scolari. 

### 2018 - 2019: i primi quattro titoli ITF
Il 31 gennaio 2018 viene convocata per la prima volta in Fed Cup. Il 25 novembre 2018 raggiunge la sua prima finale ITF nel $15.000 di Nules dove trionfa conquistando il suo primo titolo nel circuìto professionistico.
L’8 settembre 2019 conquista il $25.000 di Trieste sconfiggendo in finale la svizzera Susan Bandecchi, ottenendo il suo secondo titolo ITF, primo da $25.000. A ciò va aggiunta anche la qualificazione nel tabellone principale del WTA a Palermo, sconfitta poi al termine di un match molto combattuto dalla slovacca Viktória Kužmová. Il 15 Settembre, sebbene sconfitta nella finale del $25.000 di Santa Margherita di Pula dalla testa di serie numero 1 Arantxa Rus, raggiunge il nuovo best ranking di numero 337. A novembre, dopo essersi imposta nel Centenario Open 60K di Asunción battendo in finale Sara Errani, primo torneo di questo livello conquistato dalla marchigiana, bissa la settimana seguente affermandosi sull’argentina Victoria Bosio nell’equivalente torneo successivo della Copa LP Chile di Colina.
Partita, a inizio 2019, dalla posizione n. 707 del mondo, con queste due ultime prestazioni raggiunge il suo nuovo miglior ranking entrando per la prima volta nella top 200, direttamente alla posizione 167 del ranking WTA.

### 2020: i debutti Slam, WTA, Fed Cup e la prima finale in doppio
Il 2020 si apre con il brillante esordio nel circuito Grand Slam agli Australian Open, conquistato dopo aver superato con un secco 6-2, 6-1 la ceca Tereza Martincová nell'ultimo turno di qualificazioni. Al suo debutto nel main draw, sullo storico campo centrale di Melbourne Park, deve però subito misurarsi in un confronto ad altissimo coefficiente di difficoltà che le pone come avversaria la plurititolata ed ex n. 1 del ranking mondiale Angelique Kerber, che si aggiudica l’incontro con il punteggio di 6-2, 6-2. A Febbraio, convocata per la terza volta in Fed Cup, gioca il suo primo incontro in singolare in questa manifestazione nella seconda sfida del girone, contro l'Estonia, battendo agevolmente Elena Malõgina con un doppio 6-1 per poi replicare il successo nell'ultimo incontro contro la Grecia dove infligge un perentorio 6-1, 6-2 a Dimitra Pavlou in singolare per poi, con Gatto-Monticone, aggiudicarsi anche il match in doppio. Anche nello spareggio con la Croazia vince il suo match, contro Lea Bošković, completando il suo contributo all'ammissione della squadra azzurra allo spareggio per la promozione alle qualificazioni mondiali del 2021.
Ottiene una wild card per la partecipazione all'International di Palermo e conquista la sua prima vittoria a livello WTA contro Polona Hercog, numero 45 del ranking, col punteggio di 7-6,6-3 in un match durato meno di due ore. Ai quarti incontra Donna Vekić, numero 24 al mondo, infliggendole un clamoroso 6-2, 6-4, ottenendo la prima vittoria in carriera contro una top 30. Avversaria del primo quarto di finale della sua storia, è Anett Kontaveit: l'estone si aggiudica facilmente il primo parziale per 6-1 mentre la marchigiana si impone nel secondo per 6-4 prima di cedere alla distanza nel terzo set, vinto dalla futura finalista del torneo ancora per 6-1. Il torneo siciliano di Elisabetta Cocciaretto non si è però ancora concluso: in squadra con Martina Trevisan disputa infatti la finale di doppio, cedendo con un doppio 7-5 alla coppia formata da Arantxa Rus e Tamara Zidanšek. Il torneo le lascia in eredità il miglior ranking sia in singolo (144) che in doppio (244).
A fine agosto si iscrive al torneo WTA 125 Prague Open, dove ottiene la seconda testa di serie. Nei primi turni supera agilmente la slovena Jakupovic, la cilena Seguel, l'olandese Scoofs e la spagnola Garcia Perez. Nei quarti di finale cede il primo set del torneo alla slovacca Schmiedlova, per poi dominarla facilmente al terzo set. In semifinale supera per 6-4, 6-3 l'argentina Nadia Podoroska, accedendo così alla prima finale WTA della sua carriera contro la slovacca Kristina Kucova. Non riuscendo ad esprimere al meglio il suo gioco, cede però per 4-6, 3-6.

### 2021: l'operazione al ginocchio
Supera le qualificazioni per l'Australian Open 2021 durante le quattro giornate di tennis a Dubai e Doha. Alla seconda partecipazione consecutiva allo Slam di Melbourne viene sconfitta al primo turno dalla tedesca Barthel.
A marzo gioca a Guadalajara, superando prima le qualificazioni e poi, nel tabellone principale, battendo Xiyu Wang al primo turno poi la numero uno del torneo Podoroska e, nei quarti di finale, l'americana Davis senza mai perdere un set. Si qualifica così per la prima volta in carriera per una semifinale WTA 250 incontrando la canadese Bouchard dalla quale viene battuta per 6-2, 7-6; risultato comunque utile a ritoccare ulteriormente il proprio best ranking raggiungendo la posizione 112.
In aprile, durante l'incontro di Billie Jean King Cup con la Romania, in cui è assolutamente protagonista, avverte un dolore al ginocchio sinistro. Decide comunque di prendere parte al torneo di Roma senza passare per le qualificazioni grazie alla wildcard ottenuta, ma esce al primo turno contro Caroline Garcia. In seguito fa il suo debutto all'Open di Francia dove viene ripescata come lucky loser, ma viene battuta al primo turno da Ana Bogdan per 6-1, 6-3. Salta la stagione su erba per recuperare il problema fisico, ma esso si ripresenta quando torna in campo per disputare il torneo di Budapest. Decide quindi di concludere la propria stagione in anticipo per poter operarsi al ginocchio.

### 2022: altri due titoli ITF, il primo titolo WTA 125 e la top 65
Cocciaretto torna a giocare nel 2022 agli Australian Open, dove esce al secondo turno di qualificazione per mano di Nao Hibino. Un mese dopo prende parte al torneo di Lione dove viene sconfitta al primo turno dalla connazionale Trevisan per 6-3, 6-2. In seguito è attiva nel circuito ITF raggiungendo la finale al torneo $25.000 di Adalia e al torneo $80.000 di Oeiras dove, partendo dalle qualificazioni si impone su Viktorija Tomova per 7-6(5), 2-6, 7-5 conquistando il quinto titolo ITF in carriera. A maggio vince il torneo ITF di Grado dominando la prima testa di serie Ylena In-Albon con un doppio 6-2. Debutta al torneo di Wimbledon con una vittoria contro Martina Trevisan (6-2, 6-0), ma perde al secondo turno contro Irina-Camelia Begu che la batte con un doppio 6-4.
Sulla terra rossa di Budapest, raggiunge i quarti di finale dopo aver avuto la meglio su Réka Luca Jani per 7-6(7), 6-2 e sull’ex numero 31 del mondo Kateřina Siniaková con lo score di 7-5, 4-6, 7-5. Si arrende alla futura vincitrice del titolo Bernarda Pera che ha la meglio sull'italiana con un doppio 6-4. A Palermo supera nel primo turno Sara Errani con il punteggio netto di 6-1, 6-0 ma esce di scena nel match successivo dove, opposta alla nr. 48 Caroline Garcia, subisce una rimonta da parte della francese (6-0, 3-6, 4-6).
Anche nei tornei successivi il miglioramento fisico seguito all'intervento è evidente. Dopo aver raggiunto la sua seconda finale WTA 125 al Makarska Open, dove cede alla tedesca Jule Niemeier, ad ottobre centra il suo primo titolo WTA 125 in Messico all'Abierto Tampico: sul cemento messicano, Elisabetta supera agevolmente al primo turno la canadese Zhao, poi batte in rimonta la ceca Bouzková, seconda testa di serie del tabellone, e poi esce vittoriosa dopo oltre tre ore di gioco contro Camila Osorio nei quarti. In semifinale le bastano due set per piegare la cinese Zhu Lin ed approda alla finale contro la polacca Linette aggiudicandosi l'incontro al terzo set. Grazie a questo risultato entra per la prima volta in carriera nella top 65 della classifica mondiale.
A novembre rappresenta l'Italia nella fase finale della Billie Jean King Cup disputando un match nella sfida contro la Svizzera (3-6, 6-4, 6(5)-7 contro Teichmann) e uno contro il Canada (6(3)-7, 3-6 contro Andreescu). Elisabetta conclude l'anno all posizione nr. 65 del ranking.

### 2023: prima finale e primo titolo WTA, top 30
Cocciaretto inizia il 2023 al torneo di Auckland dove subisce una sconfitta al primo turno da Anna Blinkova (4-6, 6-4, 5-7). La settimana seguente prende parte a torneo di Hobart e al primo turno batte a sorpresa la nr. 34 Alizé Cornet con lo score di 6-4, 6-2. Al secondo turno infligge un 6-1, 6-2 a Paolini e vince in rimonta contro Bernarda Pera. In semifinale vince in tre set contro l'ex nr. 4 del mondo Sofia Kenin e raggiunge così la prima finale in un WTA 250 dove incontra Lauren Davis che in quasi due ore di gioco si aggiudica il titolo vincendo sull'italiana per 7-6(0), 6-2. Grazie alla finale raggiunta il 16 gennaio Elisabetta è entrata nella top 50 del ranking. Agli Australian Open per la terza volta in carriera esce al primo turno, sconfitta dalla campionessa di Wimbledon 2022, Elena Rybakina. Il mese seguente raggiunge due quarti di finale consecutivi sul cemento di Mérida e Monterrey, mentre all'appuntamento con il Double Sunshine (Indian Wells e Miami) esce al primo turno rispettivamente da Nuria Párrizas Díaz e Marta Kostjuk. Gioca il primo torneo su terra rossa della stagione al WTA 125 di San Luis Potosí e si aggiudica il titolo battendo la connazionale Sara Errani in rimonta (5-7, 6-4, 7-5). Ad entrambi i WTA 1000 di Madrid e Roma esce al secondo turno, rispettivamente contro Paula Badosa (3-6, 6-4, 4-6) e Anastasija Potapova (4-6, 4-6). All'Open di Francia esordisce contro la n°10 Petra Kvitová ed ottiene la vittoria più importante della sua carriera battendo la ceca con lo score di 6-3, 6-4; supera facilmente anche il secondo turno battendo la qualificata Simona Waltert e raggiunge per la prima volta in un torneo Slam il terzo turno dove però Bernarda Pera ha la meglio. 
Dopo un primo turno sull'erba di Bad Homburg, si spinge fino al terzo turno anche a Wimbledon, superando Camila Osorio (6-3, 6-4) e Rebeka Masarova (6-3, 6-1) e arrendendosi soltanto alla top 5 Jessica Pegula, che domina con un netto 6-4, 6-0, specialmente nel secondo set, dove Elisabetta vince pochi punti, anche a causa di una distorsione alla caviglia che si è procurata nel primo game del match. Dopo il primo turno a Palermo, prende parte al torneo di Losanna e sconfigge Céline Naef, Julia Riera e Elina Avanesjan. In semifinale, supera Anna Bondár in tre ore e quaranta minuti con il punteggio di 6(3)-7, 7-6(6), 7-5 . Raggiunge così la seconda finale WTA in carriera, vincendo il match contro la francese Clara Burel (7-5, 4-6, 6-4) e conquistando così il primo titolo nel circuito maggiore. Grazie a questo risultato entra per la prima volta nella top 30 del ranking, prima tra le italiane.
La trasferta americana non porta buoni risultati in dote a Elisabetta, che esce subito sia a Cincinnati che agli US Open. In Asia, gioca solo il China Open, dove viene subito battuta da Marta Kostjuk in tre set.
Convocata da Tathiana Garbin per disputare la fase finale della Billie Jean King Cup, gioca in doppio, vincendo il match contro la Germania e perdendo quello contro la Francia, entrambe giocate a risultato acquisito in favore dell'Italia.

### 2024: terzo titolo WTA 125 e primi ottavi slam; vittoria in Billie Jean King Cup
Sconfitta nel match d'esordio del 2024 ad Hobart per mano di Putinceva, supera per la prima volta un turno agli Australian Open vincendo contro la qualificata Sun, prima di cedere al secondo turno a Emma Navarro. Colleziona una serie di secondi turni anche nei tornei successivi, dal 500 di Linz (dove raggiunge anche le semifinali in doppio in coppia con Trevisan) al 250 di Cluj-Napoca, fino al 1000 di Dubai, al quale accede superando le qualificazioni per poi battere Elise Mertens prima di venire eliminata dalla numero 3 del seeding Coco Gauff. Sconfitta da Stearns al primo turno ad Indian Wells, si iscrive al WTA125 di Charleston dove, da numero 4 del torneo, conquista il terzo titolo di categoria su cinque finali disputate, battendo in finale Diana Šnaider per 6-3, 6-2. Dopo un'eliminazione all'esordio a Miami (contro Naomi Ōsaka), raggiunge la semifinale nel '125' di San Luis Potosi, sconfitta da Nadia Podoroska. 
Sulla terra, a Charleston esce di scena al secondo turno contro Azaranka; a Rouen si arrende subito a Garcia mentre a Madrid è Linette a estrometterla subito. Nel torneo casalingo di Roma, Cocciaretto si impone sulla qualificata Zarazúa in tre set, replicando il secondo turno del 2023; nella circostanza, viene battuta nuovamente da Garcia. A Rabat raggiunge i quarti di finale, sconfitta da Rachimova con un duplice 5-7. Al Roland Garros, pesca al primo turno la semifinalista in carica Beatriz Haddad Maia, n°13 del seeding: Elisabetta riesce ad avere la meglio sulla brasiliana con lo score di 3-6 6-4 6-1. Al secondo round, elimina Bucșa, confermando il terzo turno colto l'anno prima. Nel match di sedicesimi, la marchigiana estromette un'altra testa di serie, la n°17 Samsonova, con il punteggio di 7-6(4) 6-2, ottenendo l'accesso a un ottavo di finale slam per la prima volta in carriera. Nella circostanza, Cocciaretto cede nettamente alla n°3 del mondo Coco Gauff, che le concede soltanto tre games. Grazie al risultato, rientra in top-50 dopo oltre quattro mesi di assenza.
Su erba, prende parte al torneo di Birmingham: Elisabetta estromette la n°1 del seeding e campionessa in carica Ostapenko con un duplice 6-3. Al secondo turno, si impone su Sloane Stephens in due set, raggiungendo i quarti, dove ha la meglio sulla russa Šnaider. Elisabetta coglie la prima semifinale stagionale, dove viene eliminata da Julija Putinceva.
Il 20 novembre 2024 si laurea campionessa del mondo con la nazionale italiana vincendo la Billie Jean King Cup.

## Statistiche WTA

### Singolare

#### Vittorie (1)
| Legenda              |
| -------------------- |
| Grande Slam (0)      |
| Ori Olimpici (0)     |
| WTA Finals (0)       |
| WTA Elite Trophy (0) |
| Dal 2021             |
| WTA 1000 (0)         |
| WTA 500 (0)          |
| WTA 250 (1)          |

| N. | Data           | Torneo                        | Superficie  | Avversaria in finale | Punteggio     |
| 1. | 30 luglio 2023 | Ladies Open Lausanne, Losanna | Terra rossa | Clara Burel          | 7-5, 4-6, 6-4 |

#### Sconfitte (1)
| Legenda              |
| -------------------- |
| Grande Slam (0)      |
| Argenti Olimpici (0) |
| WTA Finals (0)       |
| WTA Elite Trophy (0) |
| Dal 2021             |
| WTA 1000 (0)         |
| WTA 500 (0)          |
| WTA 250 (1)          |

| N. | Data            | Torneo                       | Superficie | Avversaria   | Punteggio   |
| 1. | 14 gennaio 2023 | Hobart International, Hobart | Cemento    | Lauren Davis | 6(0)-7, 2-6 |

### Doppio

#### Sconfitte (1)
| Legenda               | Legenda      |
| --------------------- | ------------ |
| Grande Slam (0)       |              |
| Argenti Olimpici (0)  |              |
| WTA Finals (0)        |              |
| WTA Elite Trophy (0)  |              |
| Dal 2009 al 2020      | Dal 2021     |
| Premier Mandatory (0) | WTA 1000 (0) |
| Premier 5 (0)         | WTA 1000 (0) |
| Premier (0)           | WTA 500 (0)  |
| International (1)     | WTA 250 (0)  |

| N. | Data          | Torneo                       | Superficie  | Compagna         | Avversarie in finale        | Punteggio |
| 1. | 9 agosto 2020 | Palermo Ladies Open, Palermo | Terra rossa | Martina Trevisan | Arantxa Rus Tamara Zidanšek | 5-7, 5-7  |

## Circuito WTA 125

### Singolare

#### Vittorie (4)
| N. | Data            | Torneo                                | Superficie  | Avversaria in finale | Punteggio        |
| 1. | 29 ottobre 2022 | Abierto Tampico, Tampico              | Cemento     | Magda Linette        | 7-6(5), 4-6, 6-1 |
| 2. | 2 aprile 2023   | San Luis Potosí Open, San Luis Potosí | Terra rossa | Sara Errani          | 5-7, 6-4, 7-5    |
| 3. | 16 marzo 2024   | Fifth Third Charleston, Charleston    | Cemento     | Diana Šnajder        | 6-3, 6-2         |
| 4. | 12 luglio 2025  | Swedish Open, Båstad                  | Terra rossa | Katarzyna Kawa       | 6-3, 6-4         |

#### Sconfitte (2)
| N. | Data             | Torneo                    | Superficie  | Avversaria      | Punteggio |
| 1. | 6 settembre 2020 | Sparta Prague Open, Praga | Terra rossa | Kristína Kučová | 4-6, 3-6  |
| 2. | 5 giugno 2022    | Makarska Open, Makarska   | Terra rossa | Jule Niemeier   | 5-7, 1-6  |

### Doppio

#### Vittorie (1)
| N. | Data              | Torneo                  | Superficie  | Compagna       | Avversarie in finale    | Punteggio |
| 1. | 11 settembre 2022 | Open delle Puglie, Bari | Terra rossa | Olga Danilović | Andrea Gámiz Eva Vedder | 6-2, 6-3  |

## Statistiche ITF

### Singolare

#### Vittorie (6)
| Torneo $100.000 (0) |
| Torneo $80.000 (1)  |
| Torneo $60.000 (3)  |
| Torneo $25.000 (1)  |
| Torneo $15.000 (1)  |

| N. | Data             | Torneo                                                    | Superficie  | Avversaria in finale | Punteggio        |
| 1. | 25 novembre 2018 | VI Circuito Internacional Femenino Castellon Spain, Nules | Terra rossa | Cristina Bucșa       | 6-2, 7-6(2)      |
| 2. | 8 settembre 2019 | CMG Tennis Cup, Trieste                                   | Terra rossa | Susan Bandecchi      | 6-3, 6-1         |
| 3. | 3 novembre 2019  | Centenario Open, Asunción                                 | Terra rossa | Sara Errani          | 6-1, 4-6, 6-0    |
| 4. | 10 novembre 2019 | Copa LP Chile Hacienda Chicureo, Colina                   | Terra rossa | Victoria Bosio       | 6-3, 6-4         |
| 5. | 10 aprile 2022   | Oeiras Ladies Open, Oeiras                                | Terra rossa | Viktorija Tomova     | 7-6(5), 2-6, 7-5 |
| 6. | 29 maggio 2022   | Città di Grado Tennis Cup, Grado                          | Terra rossa | Ylena In-Albon       | 6-2, 6-2         |

#### Sconfitte (3)
| Torneo $100.000 (0) |
| Torneo $80.000 (0)  |
| Torneo $60.000 (0)  |
| Torneo $25.000 (3)  |
| Torneo $15.000 (0)  |

| N. | Data              | Torneo                                       | Superficie  | Avversaria in finale | Punteggio        |
| 1. | 14 luglio 2019    | Trofeo Mabo, Torino                          | Terra rossa | Yuki Naito           | 3-6, 4-6         |
| 2. | 15 settembre 2019 | Forte Village International Tournament, Pula | Terra rossa | Arantxa Rus          | 3-6, 7-6(5), 4-6 |
| 3. | 20 marzo 2022     | Antalya Series, Adalia                       | Terra rossa | Petra Marčinko       | 6-1, 4-6, 4-6    |

### Doppio

#### Vittorie (1)
| Torneo $100.000 (0) |
| Torneo $80.000 (0)  |
| Torneo $60.000 (1)  |
| Torneo $25.000 (0)  |
| Torneo $15.000 (0)  |

| N. | Data           | Torneo                                                   | Superficie  | Compagna                  | Avversarie in finale                           | Punteggio        |
| 1. | 16 giugno 2019 | Torneo Internazionale Femminile Antico Tiro a Volo, Roma | Terra rossa | Nicoleta-Cătălina Dascălu | Carolina Meligeni Rodrigues Alves Elena Bogdan | 7-5, 4-6, [10-7] |

## Billie Jean King Cup

### Vittorie (1)
| N. | Data             | Torneo                       | Superficie  | Compagne                                                     | Avversarie in finale                                                                               | Punteggio |
| 1. | 20 novembre 2024 | Billie Jean King Cup, Malaga | Cemento (i) | Lucia Bronzetti Sara Errani Jasmine Paolini Martina Trevisan | Viktória Hrunčáková Renáta Jamrichová Tereza Mihalíková Anna Karolína Schmiedlová Rebecca Šramková | 2-0       |

### Sconfitte (1)
| N. | Data             | Torneo                         | Superficie  | Compagne                                                            | Avversarie in finale                                                                | Punteggio |
| 1. | 12 novembre 2023 | Billie Jean King Cup, Siviglia | Cemento (i) | Jasmine Paolini Martina Trevisan Lucia Bronzetti Lucrezia Stefanini | Leylah Fernandez Rebecca Marino Eugenie Bouchard Marina Stakusic Gabriela Dabrowski | 0-2       |

## Risultati in progressione
Aggiornato a fine Ladies Open Lausanne 2023.
| Torneo                 | 2019    | 2020          | 2021          | 2022          | 2023          | Titoli    | V–S       |
| ---------------------- | ------- | ------------- | ------------- | ------------- | ------------- | --------- | --------- |
| Tornei del Grande Slam |         |               |               |               |               |           |           |
| Australian Open        | A       | 1T            | 1T            | Q2            | 1T            | 0 / 3     | 0–3       |
| Open di Francia        | A       | Q2            | 1T            | Q2            | 3T            | 0 / 2     | 2–2       |
| Wimbledon              | A       | ND            | A             | 2T            | 3T            | 0 / 2     | 3–2       |
| US Open                | A       | Assente       | Assente       | 1T            | 1T            | 0 / 2     | 0–2       |
| Vittorie-Sconfitte     | 0–0     | 0–1           | 0–2           | 1–2           | 4–4           | 0 / 9     | 5–9       |
| Giochi olimpici        |         |               |               |               |               |           |           |
| Giochi olimpici estivi | ND      | ND            | A             | ND            | ND            | 0 / 0     | 0–0       |
| WTA 1000               |         |               |               |               |               |           |           |
| Doha / Dubai[1]        | Assente | Assente       | Assente       | Assente       | A             | 0 / 0     | 0–0       |
| Indian Wells           | Assente | Assente       | Assente       | Assente       | 1T            | 0 / 1     | 0–1       |
| Miami                  | A       | ND            | 1T            | A             | 1T            | 0 / 2     | 0–2       |
| Madrid                 | Assente | Assente       | Assente       | Assente       | 2T            | 0 / 1     | 1–1       |
| Roma                   | 1T      | 1T            | 1T            | 1T            | 2T            | 0 / 5     | 1–5       |
| Montréal / Toronto     | Assente | Assente       | Assente       | Assente       | Assente       | 0 / 0     | 0–0       |
| Cincinnati             | Assente | Assente       | Assente       | Assente       | 1T            | 0 / 1     | 0–1       |
| Wuhan                  | A       | Non disputato | Non disputato | Non disputato | Non disputato | 0 / 0     | 0–0       |
| Pechino                | A       | Non disputato | Non disputato | Non disputato | 1T            | 0 / 1     | 0–1       |
| Carriera               |         |               |               |               |               |           |           |
| Tornei giocati         | 2       | 5             | 8             | 10            | 20            | 45        | 45        |
| Titoli                 | 0       | 0             | 0             | 0             | 2             | 2         | 2         |
| Finali                 | 0       | 0             | 0             | 0             | 3             | 3         | 3         |
| Totale V–S             | 0–2     | 3–3           | 6–8           | 7–11          | 28–18         | 44–42     | 44–42     |
| Vittorie %             | 0%      | 50%           | 43%           | 39%           | 61%           | 51.16%    | 51.16%    |
| Ranking di fine anno   | 215     | 134           | 156           | 65            | 46            | 1480022 $ | 1480022 $ |

## Statistiche contro giocatrici Top 10

### Testa a testa
Le tenniste in grassetto sono le giocatrici in attività. Nella tabella riportata sono segnati i migliori piazzamenti nella classifica mondiale WTA; le giocatrici possono aver occupato una posizione diversa al momento dell'incontro.
| Giocatrice                     | Vittorie–Sconfitte | V–S % | Cemento    | Terra rossa | Erba      | Ultimo incontro                                                |
| Numero 1 del ranking mondiale  |                    |       |            |             |           |                                                                |
| Viktoryja Azaranka             | 0–1                | 0%    | –          | 0–1         | –         | Perso (1-6, 2-6) Credit One Charleston Open 2024               |
| Angelique Kerber               | 0–1                | 0%    | 0–1        | –           | –         | Perso (2-6, 2-6) Australian Open 2020                          |
| Naomi Ōsaka                    | 0–1                | 0%    | 0–1        | –           | –         | Perso (3-6, 4-6) Miami Open 2024                               |
| Karolína Plíšková              | 0–1                | 0%    | 0–1        | –           | –         | Perso (3-6, 2-6) Yarra Valley Classic 2021                     |
| Aryna Sabalenka                | 0–1                | 0%    | 0–1        | –           | –         | Perso (3-6, 4-6) Cincinnati Open 2024                          |
| Numero 2 del ranking mondiale  |                    |       |            |             |           |                                                                |
| Petra Kvitová                  | 1–0                | 100%  | –          | 1–0         | –         | Vinto (6-3, 6-4) Open di Francia 2023                          |
| Paula Badosa                   | 0–1                | 0%    | –          | 0–1         | –         | Perso (3-6, 6-4, 4-6) Madrid Open 2023                         |
| Anett Kontaveit                | 0–1                | 0%    | –          | 0–1         | –         | Perso (1-6, 6-4, 1-6) Internazionali Femminili di Palermo 2020 |
| Coco Gauff                     | 0–3                | 0%    | 0–2        | 0–1         | –         | Perso (1-6, 2-6) Open di Francia 2024                          |
| Numero 3 del ranking mondiale  |                    |       |            |             |           |                                                                |
| Sloane Stephens                | 1–1                | 50%   | 0–1        | –           | 1–0       | Vinto (6-4, 6-2) Rothesay Classic 2024                         |
| Jessica Pegula                 | 0–1                | 0%    | –          | –           | 0–1       | Perso (4-6, 0-6) Torneo di Wimbledon 2023                      |
| Elena Rybakina                 | 0–1                | 0%    | 0–1        | –           | –         | Perso (5-7, 3-6) Australian Open 2023                          |
| Numero 4 del ranking mondiale  |                    |       |            |             |           |                                                                |
| Sofia Kenin                    | 1–0                | 100%  | 1–0        | –           | –         | Vinto (7-5, 4-6, 6-1) Hobart International 2023                |
| Bianca Andreescu               | 0–1                | 0%    | 0–1        | –           | –         | Perso (6(3)-7, 3-6) Billie Jean King Cup 2022                  |
| Belinda Bencic                 | 0–1                | 0%    | –          | 0–1         | –         | Perso (4-6, 2-6) Internazionali d'Italia 2022                  |
| Caroline Garcia                | 0–5                | 0%    | –          | 0–5         | –         | Perso (2-6, 6(5)-7) Internazionali d'Italia 2024               |
| Numero 5 del ranking mondiale  |                    |       |            |             |           |                                                                |
| Sara Errani                    | 4–0                | 100%  | –          | 4–0         | –         | Vinto (5-7, 6-4, 7-5) San Luis Potosí Open 2023                |
| Jeļena Ostapenko               | 1–0                | 100%  | –          | –           | 1–0       | Vinto (6-3, 6-3) Rothesay Classic 2024                         |
| Jasmine Paolini                | 2–2                | 50%   | 2–0        | 0–2         | –         | Vinto (6-2, 6-1) Hobart International 2023                     |
| Eugenie Bouchard               | 0–1                | 0%    | 0–1        | –           | –         | Perso (2-6, 6(2)-7) Abierto Zapopan 2021                       |
| Numero 8 del ranking mondiale  |                    |       |            |             |           |                                                                |
| Emma Navarro                   | 0–1                | 0%    | 0–1        | –           | –         | Perso (6-4, 3-6, 3-6) Australian Open 2024                     |
| Numero 10 del ranking mondiale |                    |       |            |             |           |                                                                |
| Beatriz Haddad Maia            | 1–0                | 100%  | –          | 1–0         | –         | Vinto (3-6, 6-4, 6-1) Open di Francia 2024                     |
| Totali                         | 11–24              | 31%   | 3–11 (21%) | 6–12 (33%)  | 2–1 (67%) | Aggiornato al 30 agosto 2024                                   |

### Vittorie contro giocatrici Top 10
| Stagione | 2023 | 2024 | 2025 | Totale |
| Vittorie | 1    | 0    | 1    | 2      |

| #    | Giocatrice     | Ranking | Evento                      | Superficie  | Turno | Punteggio | Rank. ECR |
| ---- | -------------- | ------- | --------------------------- | ----------- | ----- | --------- | --------- |
| 2023 |                |         |                             |             |       |           |           |
| 1.   | Petra Kvitová  | 10      | Open di Francia, Parigi     | Terra rossa | 1T    | 6-3, 6-4  | 44        |
| 2025 |                |         |                             |             |       |           |           |
| 2.   | Jessica Pegula | 3       | Torneo di Wimbledon, Londra | Erba        | 1T    | 6-2, 6-3  | 116       |